# Manjung
För andra betydelser, se Manjung (olika betydelser).

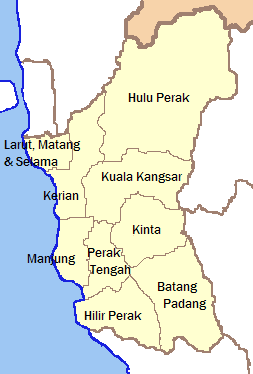
Manjungs läge i delstaten Perak.

Manjung är ett distrikt i delstaten Perak, Malaysia. Distriktet har 232 277 invånare (2010).